# Circle of Two
Circle of Two is een Canadese dramafilm uit 1980 onder regie van Jules Dassin. De film is gebaseerd op het boek Lessons in Love van Marie Terese Baird.

## Verhaal
Sarah Norton is een 15-jarig meisje dat opgroeit in Toronto. Ze is in de bloei van haar puberteit en gaat op een dag uit nieuwsgierigheid naar een pornotheater. Daar valt haar een man op die in slaap is gevallen. Even later komt ze deze man, de 60-jarige Ashley St. Clair weer tegen in de diner waar ze werkt. Ze herkent in hem de bekende kunstschilder die al in tien jaar geen inspiratie meer heeft voor een nieuw schilderij. Ashley herkent in Sarah een getalenteerd schrijfster en raakt met haar in de praat. Het tweetal groeit al gauw dichter naar elkaar toe en Ashely vindt zelfs inspiratie om weer te gaan schilderen. Sarah motiveert hem hierin en dient zodoende als zijn muze.
Ondertussen wordt Sarah gestalkt door leeftijdgenoot Paul, voor wie zij geen romantische gevoelens heeft. Ze probeert hem keer op keer duidelijk te maken dat ze niets in hem ziet, maar Paul wil niet luisteren. Hij is dan ook niet blij dat ze met Ashley omgaat. Op een dag wordt ze geportretteerd in Ashleys boerderij en zoent ze Ashley. Ashley vertelt haar dat ze niet bij elkaar passen, maar Sarah vertelt Ashley dat ze van hem houdt en stript voor hem. Ashley voelt aan dat de situatie ethisch onverantwoord is en stuurt haar weg. Paul blijkt het voorval te hebben begluurd en is zijn hormonen niet langer de baas. Hij achtervolgt en verkracht Sarah. Ze probeert zichzelf te verdedigen door hem knock-out te slaan met een steen. Nadien waarschuwt ze met behulp van Ashley de politie.
Zodoende krijgen de ouders van Sarah lucht van haar omgang met Ashley. Ze geeft toe dat ze romantische gevoelens heeft voor de 45 jaar oudere man, waarop haar ouders vol onbegrip reageren. Ze verbieden haar om ooit nog met Ashley om te gaan, maar Sarah weigert en gaat op hongerstaking. Dit leidt er echter alleen toe dat ze onder dwang wordt gevoed door een dokter. Om deze reden belandt ze dan ook bij dokter Emily, die inziet hoeveel ze van Ashley houdt. Ashley heeft intussen heil gezocht in New York om zich met behulp van ex-vrouw Claudia te richten op zijn kunst. Hij schaamt zich voor zijn fysieke aantrekkingskracht tot een jong meisje en durft zijn hoofd niet langer te tonen in Toronto. Kunstkenners zien echter geen geld in zijn portretten van Sarah.
Ondertussen viert Sarah haar zestiende verjaardag. Ze is nog steeds in rouw om Ashleys vertrek en dreigt zelfmoord te plegen. Uiteindelijk besluit ze naar New York te gaan om met Ashley te herenigen, maar eenmaal aangekomen vertelt Ashley haar dat ze vanwege hun leeftijdsverschil nooit samen kunnen zijn. Met een gebroken hart maar als wijzere jongedame keert Sarah terug naar Toronto.

## Rolverdeling
| Acteur            | Personage         |
| ----------------- | ----------------- |
| Tatum O'Neal      | Sarah Norton      |
| Richard Burton    | Ashley St. Clair  |
| Nuala Fitzgerald  | Claudia Aldrich   |
| Robin Gammell     | Vader Norton      |
| Patricia Collins  | Moeder Norton     |
| Donann Cavin      | Smitty            |
| Norma Dell'Agnese | Ruspoli           |
| Michael Wincott   | Paul              |
| Kate Reid         | Dokter Emily Reed |

## Achtergrond
De film is controversieel vanwege het feit dat actrice Tatum O'Neal destijds vijftien jaar oud was en het materieel erotisch getint is. Haar vader Ryan O'Neal bezocht regelmatig de set om zijn dochter goed in de gaten te houden tijdens haar expliciete scènes. Zodoende is hij, vergezeld door Lee Majors, te zien in de scène in het pornotheater.